# Праліс (заказник)
Пралі́с — лісовий заказник місцевого значення в Україні. Розташований у межах міста Нетішин Хмельницької області, у південно-східній частині території Нетішинської міської ради, між пожежною частиною з охорони ХАЕС та навчально-тренувальним центром ХАЕС.
Площа 39,5 га. Статус надано згідно з рішенням 4 сесії обласної ради від 16.12.1998 року № 13. Перебуває у віданні ДП «Славутський лісгосп» (Кривинське л-во, кв. 15). 
Статус надано для збереження частини лісового масиву переважно старий дубово-грабовий ліс, деревостан якого разом з грабом утворюють 200-літні дуби.

## Галерея

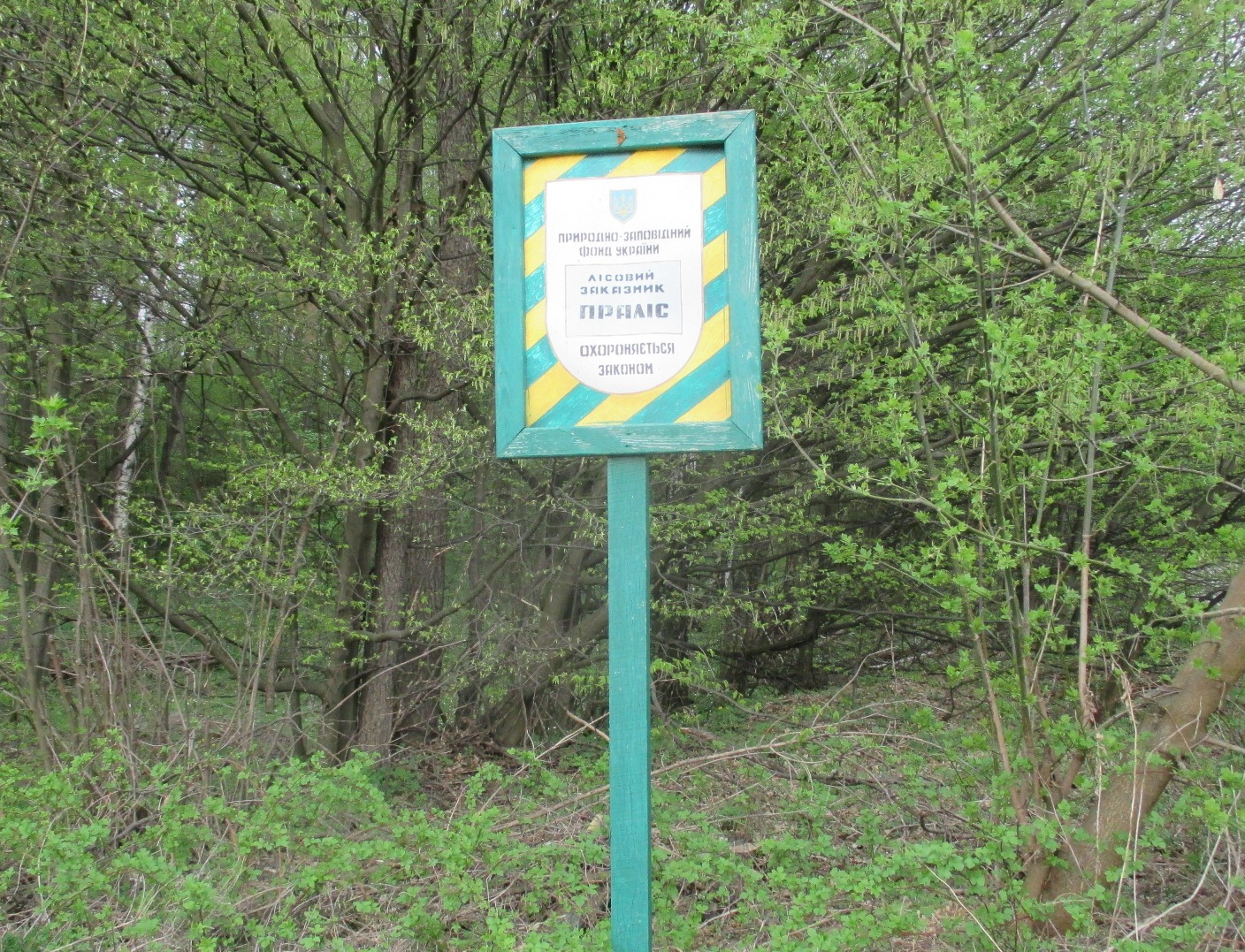
Вказівник при в'їзді до заказника (біля пожежної частини ХАЕС)
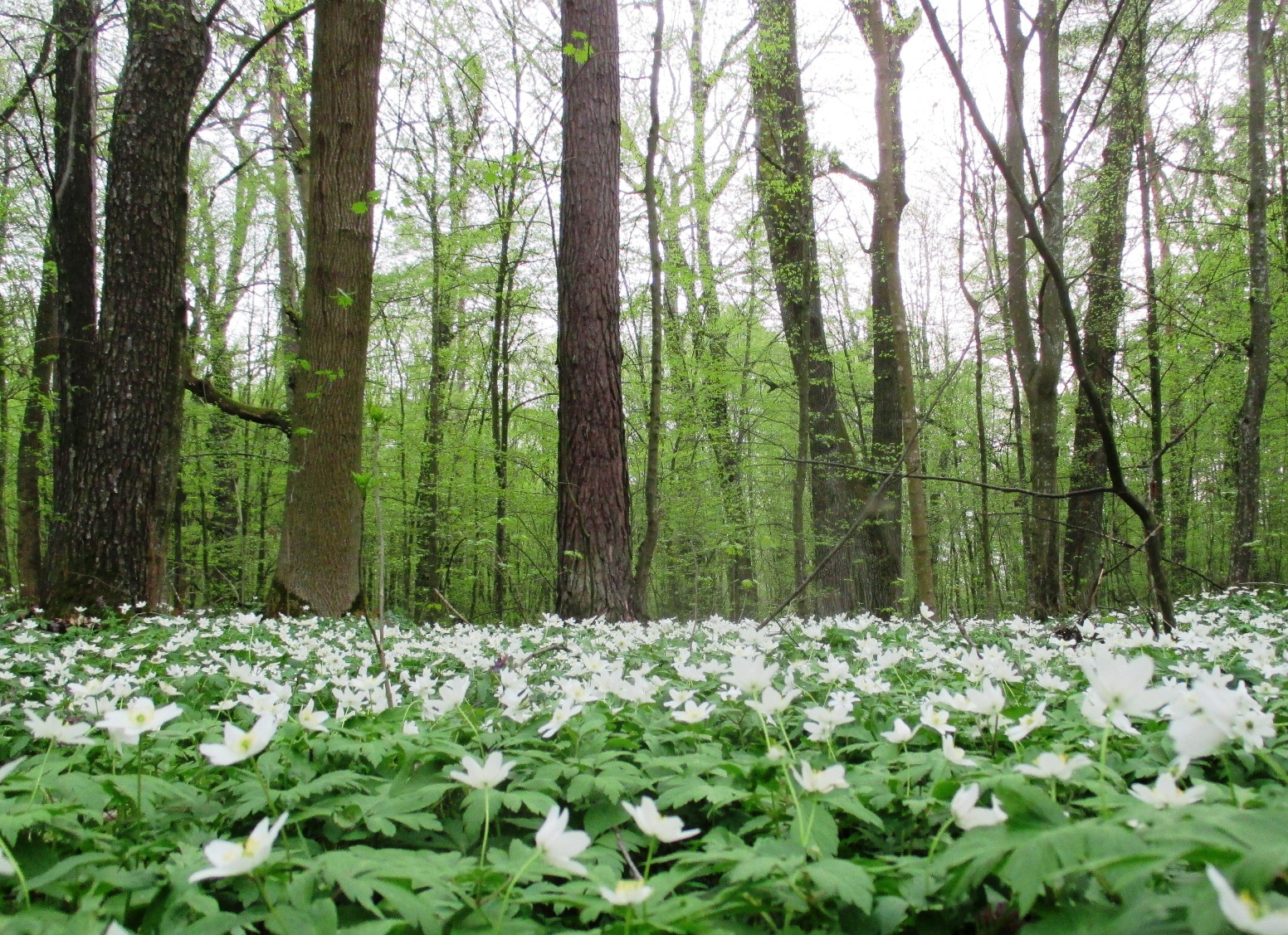
Весна в лісі (західна частина заказника)
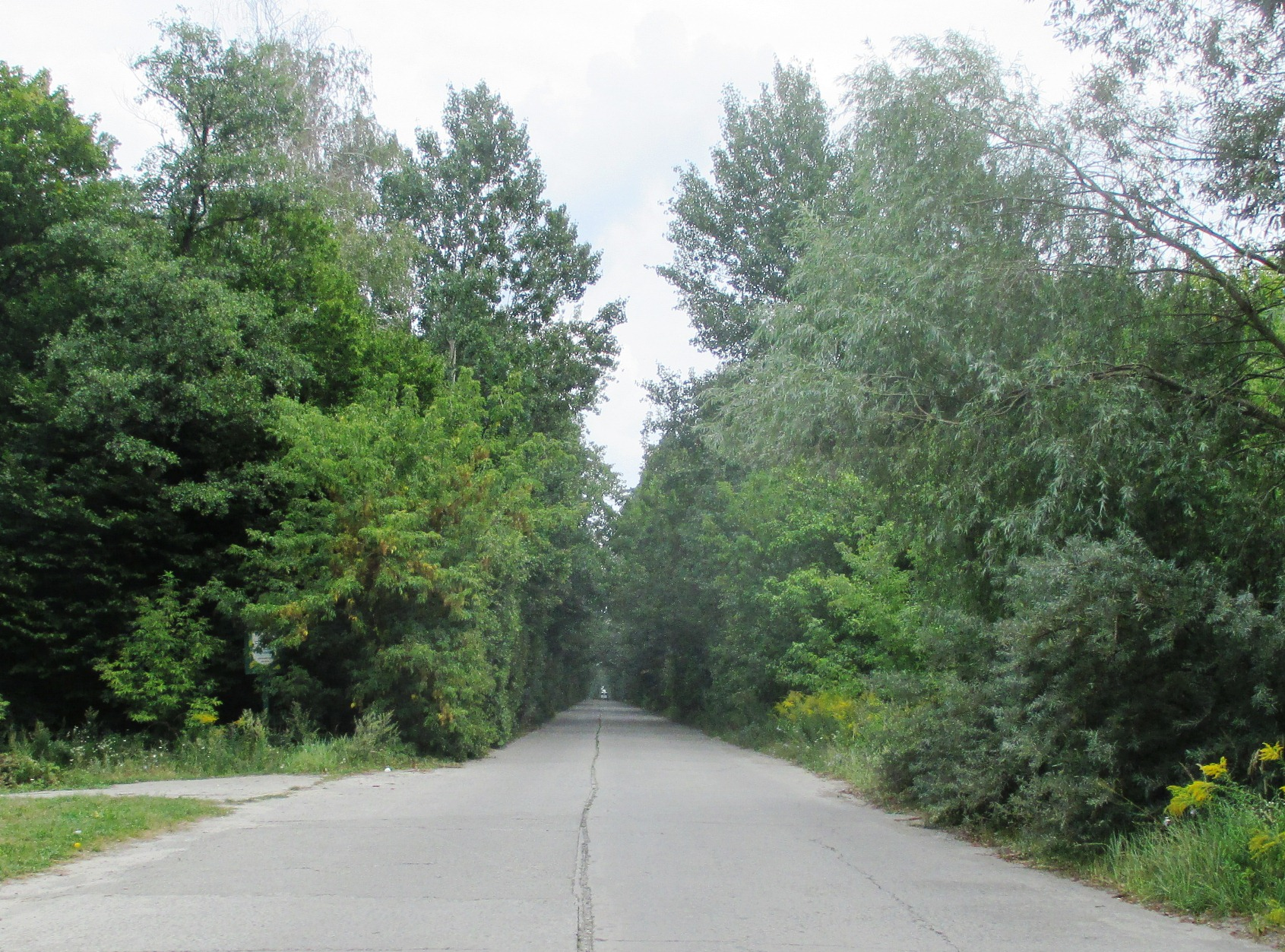
Дорога через ліс (від ХАЕС до села Комарівка)
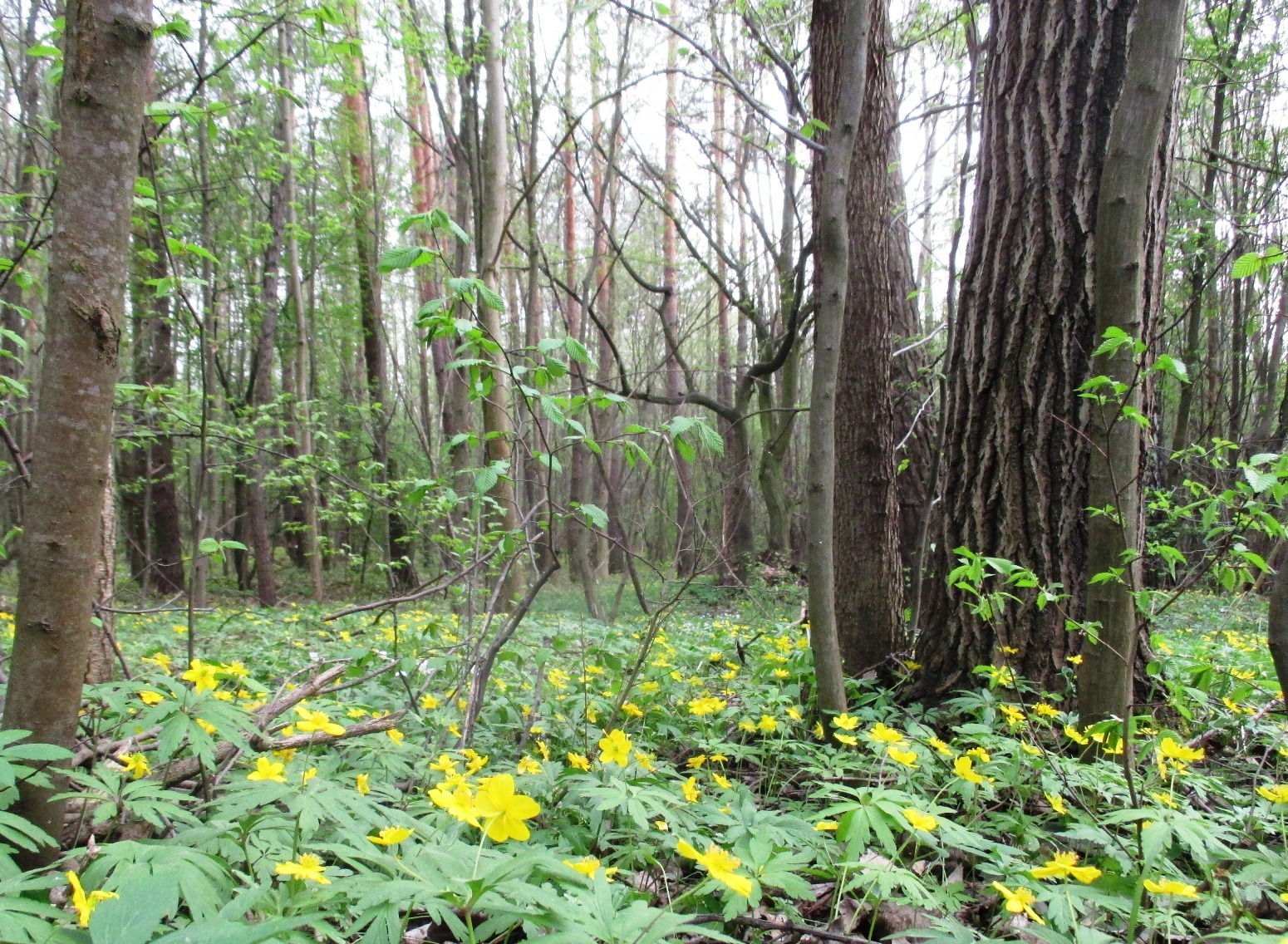
Цвіте анемона жовтецева (західна частина лісу)
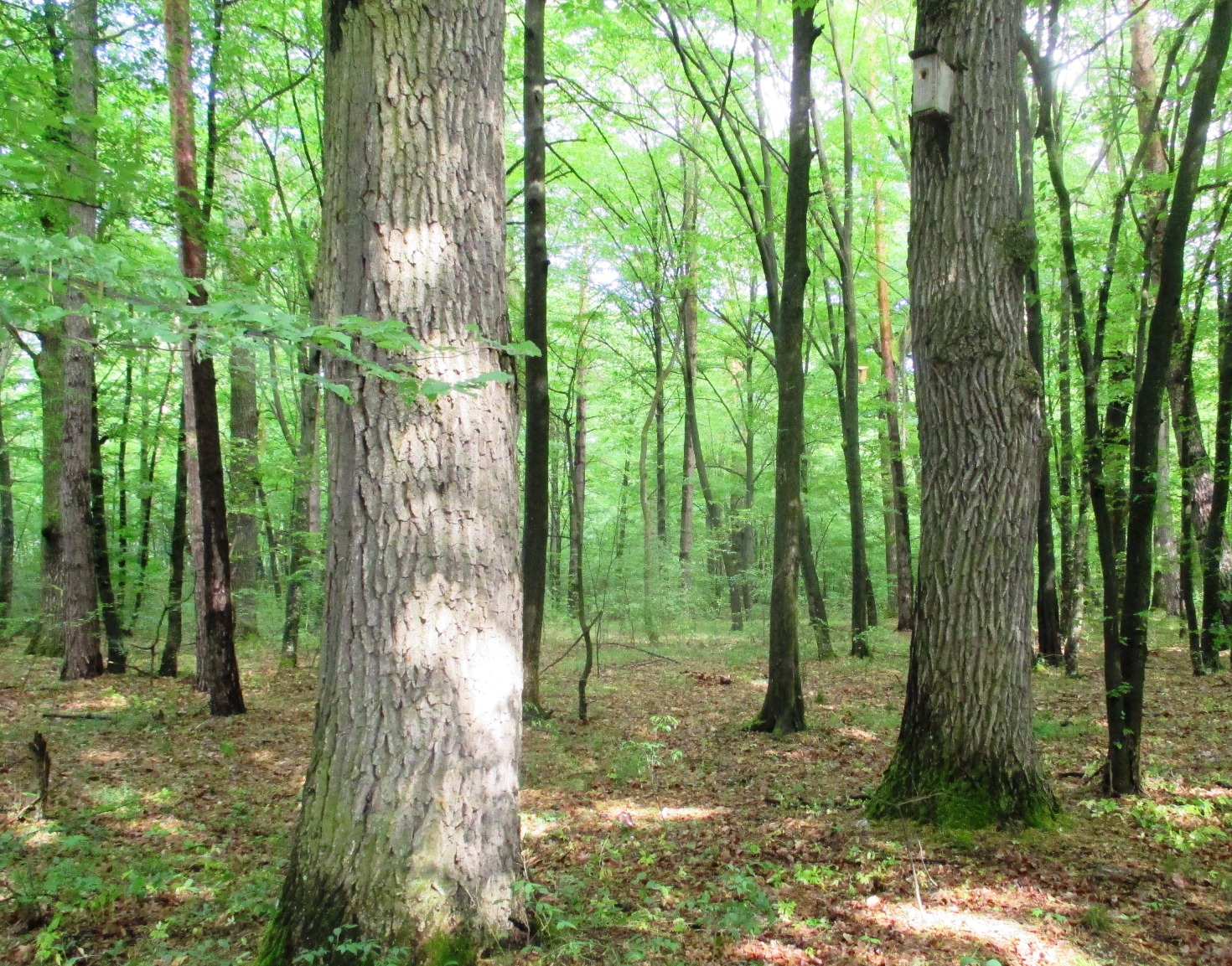
Дуби (північно-західна частина лісу)
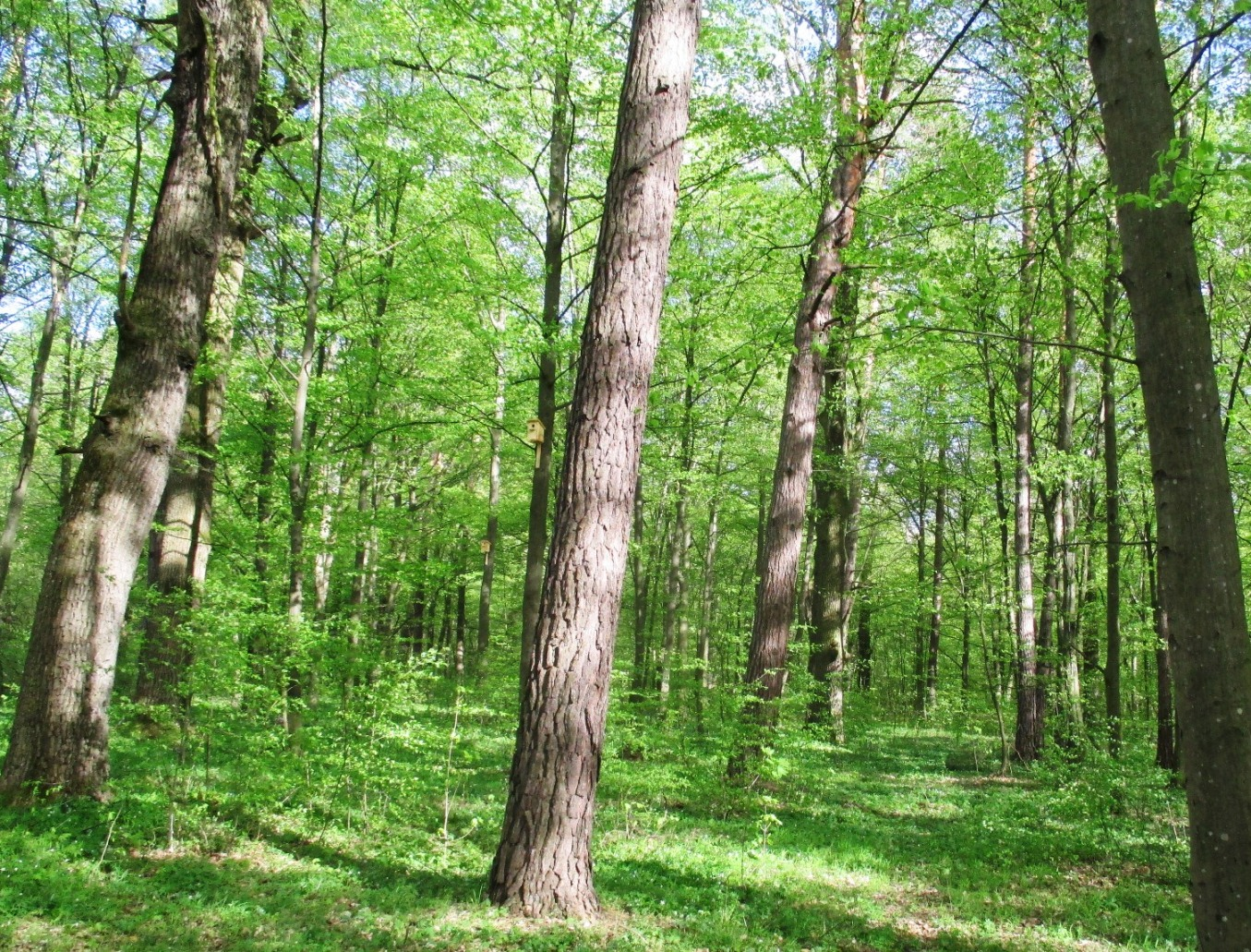
Праліс, північно-західна частина
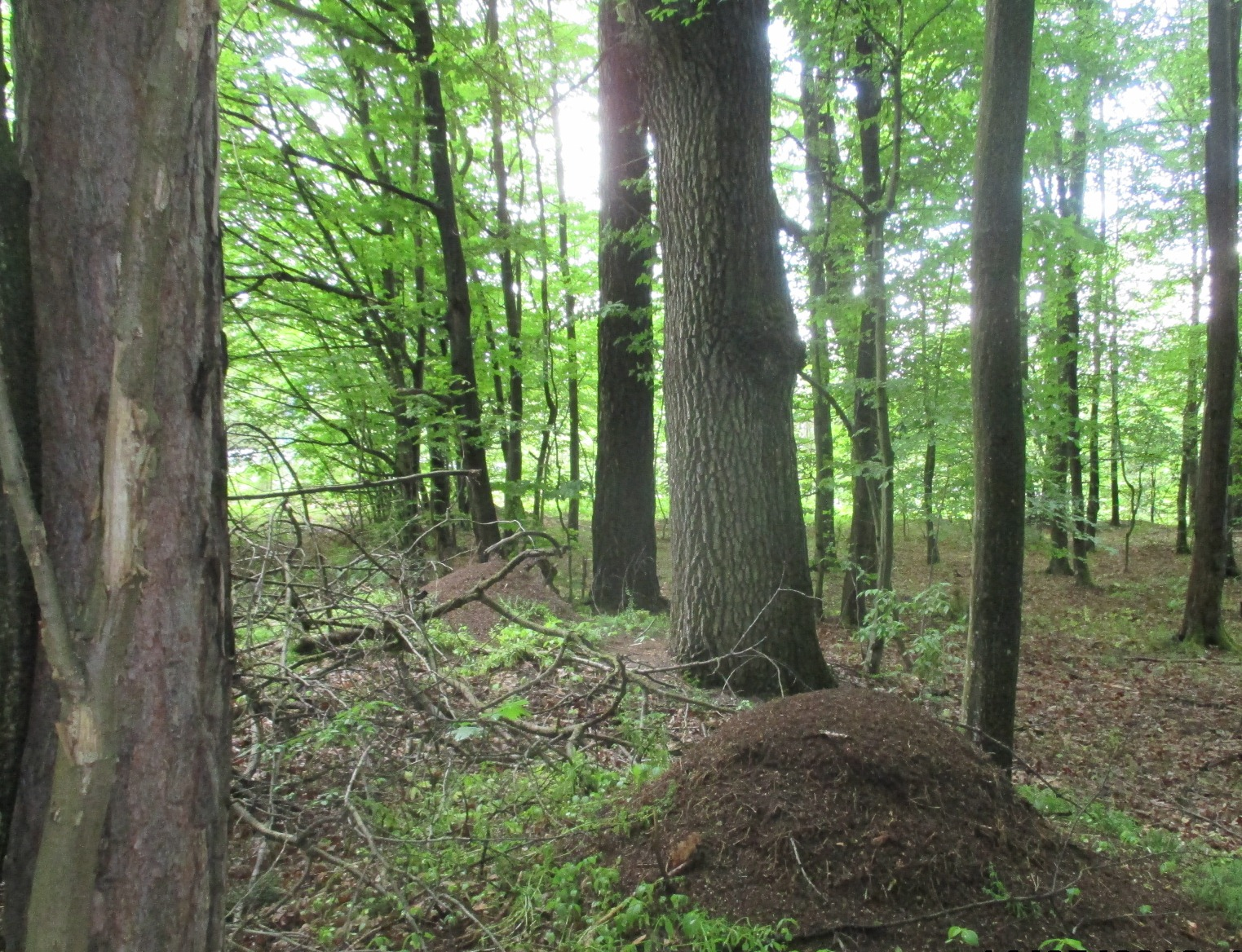
Північно-західна частина лісу (біля навчально-тренувального центру ХАЕС)